# Kým nás máš
"Kým nás máš" ("Enquanto nos tiveres") foi a canção que representou a Eslováquia no Festival Eurovisão da Canção 1996 que teve lugar em Oslo, na Noruega, a 18 de maio desse ano.
A referida canção foi interpretada em eslovaco por Marcel Palonder. Foi a vigésima-segunda canção (penúltima canção) a ser interpretada na noite do festival, a seguir à canção bósnia "Za našu ljubav", cantada por Amila Glamočak e antes da canção sueca "Den vilda", interpretada pela banda One More Time.
A canção eslovaca terminou a competição em décimo-oitavo lugar, tendo recebido um total de 19 pontos. Devido à fraca classificação, a Eslováquia só regressaria à Eurovisão, em 1998, com Katarína Hasprová que interpretou o tema  "Modlitba".

## Autores
| AUTORES                    |
| -------------------------- |
| Letrista: Jozef Urban      |
| Compositor: Juraj Burian   |
| Orquestrador: Juraj Burian |

## Letra
A canção é uma balada, no qual o cantor diz que o amor é uma força poderosa e pede a ele para que proteja o seu amor.

## Versões
| Outras versões                                       |
| ---------------------------------------------------- |
| * "Right on time" (em inglês) [4:39]                 |
| * "Kým nás máš (eslovaco) (versão alternativa, 2:57) |
| * remix (em inglês) [6:05]                           |